# Animals’ Angels
Animals’ Angels e. V. ist eine gemeinnützige deutsche Tierschutz- und Tierrechtsorganisation mit Sitz in Frankfurt am Main. Der 1998 gegründete Verein setzt sich weltweit für die sogenannten Nutztiere ein, insbesondere für den Schutz der Tiere während des Transports.

## Der Verein
Animals’ Angels e. V. wurde 1998 von Christa Blanke und Michael Blanke gegründet. Das Vereinsmotto lautet „Wir sind bei den Tieren“. Anlass für die Gründung waren die Medienberichte in den 1990er Jahren über die Bedingungen für die Tiere während der Transporte, insbesondere von Nord- nach Südeuropa in die dortigen Schlachthöfe oder Verladehäfen zum Weitertransport in Nicht-EU-Länder im Mittelmeerraum.

## Vereinsziel
Animals' Angels setzt sich für den Vollzug bestehender Tierschutzgesetze und die Verabschiedung strengerer Tierschutzvorschriften ein. Die Arbeit des Vereins zielt unmittelbar ab auf eine strengere Kontrolle bzw. die Abschaffung der Langzeittransporte von Nutztieren und langfristig auf die Entstehung einer neuen Ethik für das Verhältnis Mensch-Tier.

## Ethik
Animals‘ Angels tritt dafür ein, dass Tiere als Lebewesen mit eigenen Rechten behandelt werden, proklamiert die Rechte von Tieren auf Leben, Freiheit und Glück, und sieht den Kampf für Tierrechte gleichwertig mit dem Kampf für Menschenrechte. Gemäß dem Vereinsmotto Wir sind bei den Tieren steht die Solidarität mit den leidenden Tieren im Mittelpunkt der Arbeit des Vereins. Diesen Tieren gibt der Verein oftmals Namen, um ihre Individualität zu betonen. Animals' Angels legt darauf Wert, die Tiere in der Verwendung von Sprache, Fotos oder Filmen nicht zu entwürdigen.

## Mitgliedschaften
Seit 2017 ist Animals' Angels Mitglied der EU-Tierschutz-Plattform der EU-Kommission. Innerhalb dieser Plattform ist der Verein Mitglied der Untergruppe Tiertransporte sowie der freiwilligen Arbeitsgruppen Tierschutz von Equiden und Tierschutz von Fischen. Seit 2019 ist Animals' Angels Mitglied in der International Coalition for Animal Welfare (ICFAW) sowie im Tierschutzbeirat des Landes Hessen.

## Tätigkeitsfelder und Arbeitsweise
Animals’ Angels arbeitet derzeit in Deutschland, der EU, Nordafrika, Asien, Australien und Südamerika. Der Verein war 2019 weltweit in insgesamt 25 Ländern aktiv.
Die Arbeitsweise des Vereins entspricht dem Vereinsmotto „Wir sind bei den Tieren“. Der Hauptteil der Arbeit findet unmittelbar am Ort des Geschehens statt. Sogenannte Einsatzteams recherchieren und dokumentieren die Bedingungen, zu denen Nutztiere gewerblich transportiert werden. Hierzu folgen sie Tiertransporten und sind zugegen auf Tiermärkten, in Schlachthöfen, an Häfen sowie Versorgungs- und Grenzstationen.
Die in Schrift, Foto und Film festgehaltenen Rechercheergebnisse werden an die zuständigen Behörden weitergegeben sowie relevanten Fachinstitutionen und politischen Entscheidungsträgern vorgelegt, um Beschwerden einzulegen, Anzeigen zu erstatten oder weiterführende Maßnahmen einzuleiten.
Die Ergebnisse der Recherchen werden regelmäßig auf der Vereins-Webseite veröffentlicht.

## Petitionen
Anfang 2011 begann der Verein die europaweite Initiative 8hours des dänischen EU-Parlamentariers Dan Jørgensen zu unterstützen und initiierte eine europaweite Unterschriftensammlung, die bis Mai 2012 von 1,1 Millionen EU-Bürgern unterzeichnet wurde. Die 8hours-Initiative hat zum Ziel, die Transportzeiten von lebenden Tieren innerhalb der EU auf maximal 8 Stunden zu verkürzen. Die Petition befand sich seit März 2014 im Petitionsausschuss des Europäischen Parlaments. Die Kampagne wurde nach mehrfacher Prüfung durch das EU-Petitionskomitee im Juli 2017 endgültig geschlossen.

## Veröffentlichungen des Vereins
- Christa Blanke: Mit den Augen der Liebe - Wir sind bei den Tieren. Ein Tagebuch der Hoffnung. Animals' Angels Press, 2011, ISBN 978-3-9814946-0-0.
- Christa Blanke: With the Eyes of Love - We are there with the animals. Dispatches from the front line. Animals' Angels Press, 2012, ISBN 978-3-9814946-4-8.
- Christine Hafner, Julia Havenstein: 8hours is more than enough! Europe calls for an end to long-distance transports of live animals. Animals' Angels Press, 2012, ISBN 978-3-9814946-6-2.
- Dawn Lowe, Peter Kerkenezov: Australia’s Contradiction - Farmed animal welfare. Animals' Angels Press, 2012, ISBN 978-3-9814946-3-1.
- Sophie Greger: No Milk Today. Let’s talk about cows. Insight into the dairy industry based on the example of Germany. Animals' Angels Press, 2012, ISBN 978-3-9814946-2-4.
- Christine Hafner, Julia Havenstein: Animals suffering is inherent in long distance transports. Lisbon treaty necessitates ban of long distance transport. Animals' Angels Press, 2012, ISBN 978-3-9814946-1-7.
- Christa Blanke: Let my people go - Claiming the bible for the animals. Animals' Angels Press, 2013, ISBN 978-3-9814946-6-2.
- Julia Havenstein: Protection of animals during transport in the EU and in Lebanon. Animals' Angels Press, 2014, ISBN 978-3-9814946-7-9.
- Christa Blanke (Hrsg.): Tierschutz in Deutschland. Eine Gutachtensammlung. Animals' Angels Press, 2014, ISBN 978-3-9816696-0-2.
- Sophie Greger: Alle reden von der Milch. Wir reden von der Kuh. Animals' Angels Press, 2015, ISBN 978-3-9816696-2-6.
- Sophie Greger: Die Würde der Kühe. Kleinbauernidylle – Mythos und Wirklichkeit. Animals' Angels Press, 2015, ISBN 978-3-9816696-1-9.
- The Myth of Enforcement of Regulation (EC) No 1/2005 on the protection of animals during transport. Animals' Angels Press, 2016, ISBN 978-3-9816696-4-0.
- Sophie Greger: Animal Markets in Poland. Animals' Angels Press, 2016.
- Christa Blanke: Die Macht des Einzelnen. Animals' Angels Press, 2016, ISBN 978-3-9816696-5-7.
- Julia Havenstein, Helena Bauer: The Welfare of Dromedary Camels during Road Transport in the Middle East. Animals' Angels Press, 2018.
- Philipp von Gall: Tiere nutzen – ein kritisches Wörterbuch. Animals' Angels Press, 2020, ISBN 978-3-9816696-6-4.
- Christa Blanke: Würde. Animals' Angels Press, 2021, ISBN 978-3-9816696-7-1.
- Sophie Greger: The other side of the fence. Animals' Angels Press, 2022, ISBN 978-3-9816696-8-8.